# 마리아치

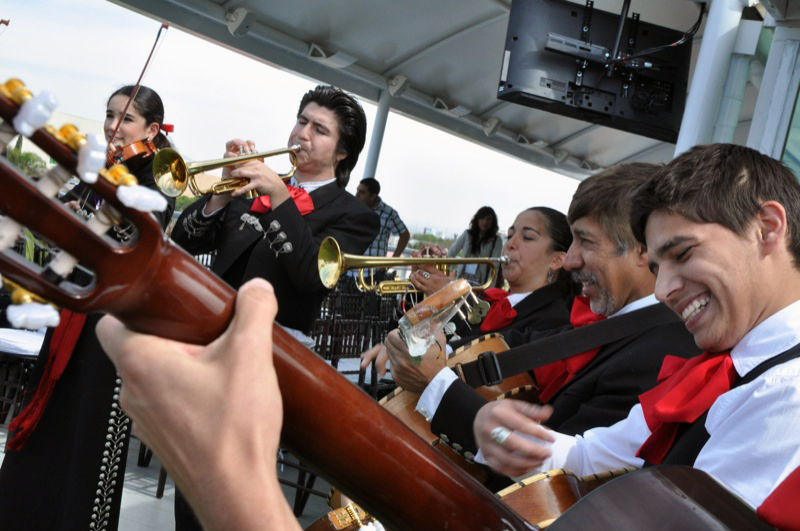

마리아치(스페인어: Mariachi)는 멕시코의 민속음악을 연주하는 표준 편성의 악단이자 음악 장르이다. 이것은 칸시온 프란첼라의 반주에 응용되어 상업적으로 성공을 거두게 되었다. 악기 편성은 보통 기타1-3, 바이올린 2-5, 기타 각종 악기 3-5 정도로, 합계 5명에서 10여명 정도로 한다. 이 느낌을 미국의 재즈 밴드에 끌어들인 것을 아메리아치라고 한다.